# Ezói Köztársaság
Az Ezói Köztársaság (蝦夷共和国, Ezo Kjóvakoku) egy rövid életű állam volt a mai Hokkaidó területén. A Bosin-háború idején alapították a Tokugava-ház hívei. A japán császári csapatok végül megsemmisítő vereséget mértek az állam haderejére és a köztársaság megszűnt létezni.

## Előzmények
Miután Meidzsi császár támogatói az 1868–69-es Bosin-háborúban megsemmisítő vereséget mértek a sógunátus híveire, a sógun flottájának admirálisa, Enomoto Takeaki hajóival és több ezer katonával Hokkaidó szigetére menekült. Vele tartottak a francia katonai tanácsadók is, Jules Brunet vezetésével. Enomoto megpróbálta rábeszélni a császári udvart, hogy hagyják érintetlenül a szamuráj hagyományokat, ám nem járt sikerrel.

## Megalakulása

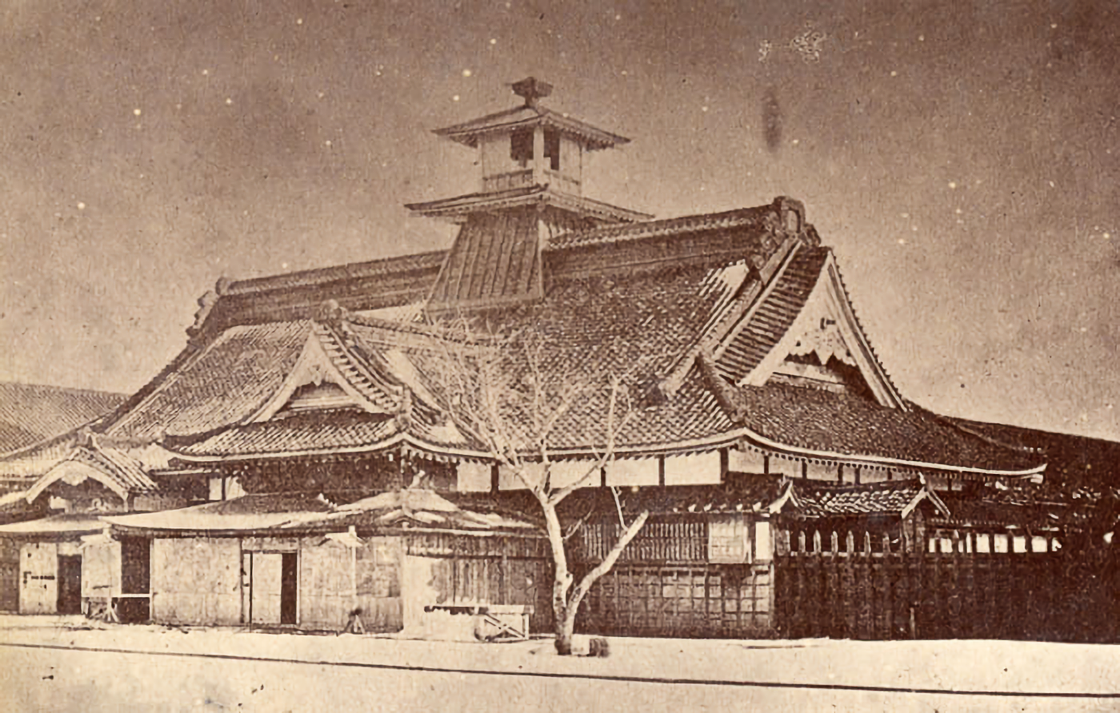
A köztársaság kormányának épülete, a Gorjókaku erődben

1868. december 15-én Hakodatéban kikiáltották az önálló Ezói Köztársaságot. Az új állam kormányát az Amerikai Egyesült Államok mintájára hozták létre, és Enomoto Takeakit választották meg elnöknek. Ez volt az első szabad választás Japánban, amelyet idáig feudális földesurak irányítottak. A köztársaság a hakadotei elöljárón, Nagai Naojukin keresztül szerette volna elérni, hogy a külföldi hatalmak elismerjék az új államot. A brit és francia kormányok hajlandóak voltak elismerni az Ezói Köztársaságot, a Meidzsi kormányzat azonban nem.
Az új állam saját zászlóval is rendelkezett, amely égszínkék háttéren egy krizantémot ábrázolt (a japán császárok ősi jelképét), rajta egy hétágú vörös csillaggal, amely az új köztársaság szimbóluma volt. Az államkincstár 180 000 ezer arany rjó érmével rendelkezett, amit még Enomoto hozott magával Oszakából, a sógunpárti erők veresége után.
1868–1869 tele a védelem kiépítésével telt el, amelynek központjául a Gorjókaku erődöt szánták. A rendelkezésre álló erőket közös francia–japán vezetés alá szervezeték, és négy dandárra osztották, amelyeket egy-egy francia tiszt irányított. Ezeket még további két-két részre (tehát összesen nyolc fél-dandárra) osztották, amelyek felett japán tisztek parancsnokoltak. Otori Keiszuke töltötte be a főparancsnoki pozíciót, helyettese pedig Jules Brunet francia katonai tanácsadó volt.

## Felbomlása

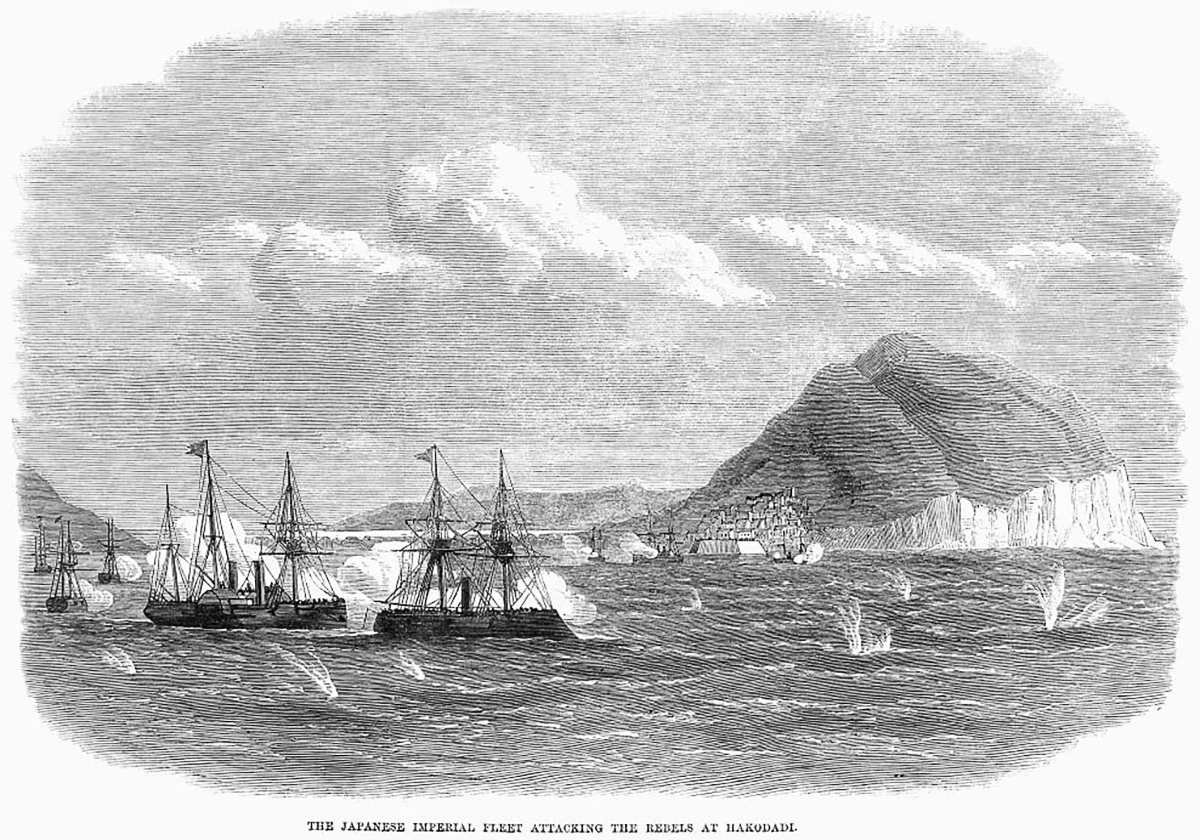
A hakadotei tengeri csata

A császári hadsereg hamarosan stabilizálta a császár uralmát a japán szárazföldön, így már csak Ezo maradt az egyetlen hely, amely ellenállt Meidzsi császárnak. 1869 áprilisában 7000 katona érkezett meg Hokkaidó déli részére. Az inváziós sereg gyorsan ért el sikereket: a hakadotei csatában vereséget mértek a köztársasági erőkre, és körbevették a Gorjókaku erődöt. Enomoto május 17-én megadta magát Kuroda Kijotaka altábornagynak és átadta az erődöt a császári csapatoknak. Kurodát nagyon lenyűgözte Enomoto odaadása a harcokban, és mindent megtett, hogy megmentse őt a kivégzéstől, így végül csak börtönbe zárták. Kuroda közbenjárására 1872-ben Enomoto kegyelemben részesült. A köztársaság végül 1869. június 27-én szűnt meg, és a terület a Japán Birodalom részévé vált. Ugyanezen év augusztus 15-én a sziget megkapta a ma is használt nevét.

### Fordítás
- Ez a szócikk részben vagy egészben  a   Republic of Ezo című angol Wikipédia-szócikk ezen változatának fordításán alapul.  Az eredeti cikk szerkesztőit annak laptörténete sorolja fel. Ez a jelzés csupán a megfogalmazás eredetét és a szerzői jogokat jelzi, nem szolgál a cikkben szereplő információk forrásmegjelöléseként.